# No Rest for the Wicked
No Rest for the Wicked ist das fünfte Studioalbum des Musikers Ozzy Osbourne. Es wurde am 22. Oktober 1988 veröffentlicht. In den USA erreichte es Doppelplatinstatus. Es war das erste Album mit dem Gitarristen Zakk Wylde und erreichte Platz 13 der Billboard 200.

## Entstehung und Stil
Nach der Trennung von Jake E. Lee 1987 fand Ozzy Osbourne in Zakk Wylde den dauerhaftesten Ersatz für den 1982 verstorbenen Randy Rhoads, für den 1987 zum fünften Todestag auch das Tribute-Album veröffentlicht worden war. Außerdem war Osbourne 1988 im Dokumentarfilm The Decline of Western Civilization Part II: The Metal Years aufgetreten. Zum im selben Jahr folgenden, mit Keith Olsen aufgenommenen Album No Rest for the Wicked schrieb Bassist Bob Daisley die Texte mit. Auf der folgenden Tour war jedoch Ex-Black-Sabbath-Kollege Geezer Butler am Bass zu hören. Der Auftritt beim Moscow Music Peace Festival und eine Live-EP namens Just Say Ozzy folgten. Das Albumcover von No Rest for the Wicked zeigt ein Bild, das dem Video zu Crazy Babies entnommen ist, das auf MTV häufig gespielt wurde. Auch zu Breaking All the Rules und Miracle Man wurden Musikvideos gedreht.
Miracle Man handelt vom Fernsehprediger Jimmy Swaggart und dessen Prostitutionsskandal 1988. Osbourne war von diesem und anderen Predigern zuvor als „Agent Satans“ bezeichnet worden. Im Video zu dem Stück trägt Zakk Wylde eine Maske, die diesem ähnlich sieht. Bloodbath in Paradise ist auf die Tate/LeBianca-Morde von Charles Manson und dessen Familie bezogen worden. Im Booklet der 2002-Remaster-Ausgabe wird das Stück allerdings als auf den Vietnamkrieg gemünzt betrachtet. Diese Doppeldeutigkeit zeigt sich in der Verwendung des Wortes „Charlie“, das sowohl die Bezeichnung der US-Soldaten für vietnamesische Soldaten, als auch Manson meinen kann. Im Song Hero beschreibt Osbourne das Phänomen, von Teilen seiner Fans als „role model“ betrachtet zu werden sowie das Unwohlsein damit. Der Albumtitel stammt aus dem biblischen Buch Jesaja und bedeutet etwa: „Keine Ruhe den Gottlosen“.

## Rezeption
Auf der Webseite Allmusic.com nannte Steve Huey das Album das beste seit 1983. Zakk Wylde sei ein interessanterer Gitarrist als sein Vorgänger Jake E. Lee. Er vergab vier von fünf Sternen. Der Rolling Stone verriss das Album und vergab einen von fünf Sternen. Das Album weise einen Gesang auf, der vom jahrelangen Touren und dem Alkoholmissbrauch so beeinträchtigt sei, dass er auch mit viel Hall keine Emotionen vermitteln könne. Musikalisch würden Klischees à la Whitesnake geboten. Im damaligen Rock Hard schrieb Frank Trojan, Osbourne habe „nicht viel Neues“ zu bieten, das „Songmaterial“ sei „wenig bemerkenswert“. Sein Resümee lautete: „Ein sicheres Hitalbum für Ozzy, aber mehr auch nicht.“ Er vergab 7,5 von zehn Punkten.

## Titelliste
1. Miracle Man (Osbourne, Wylde, Daisley) – 3:43
2. Devil’s Daughter (Holy War)  – 5:14
3. Crazy Babies (Osbourne, Wylde, Daisley, Castillo) – 4:14
4. Breaking All the Rules – 5:14
5. Bloodbath in Paradise – 5:02
6. Fire in the Sky – 6:24
7. Tattooed Dancer (Osbourne, Wylde, Daisley) – 3:23
8. Demon Alcohol (Osbourne, Wylde, Daisley, Castillo) – 4:27
9. Hero – 4:45 *

* Bei der Originalausgabe ist dies ein Hidden track, bei der Remastered-Ausgabe wird er aufgeführt.

### Bonustitel der Remastered-Ausgabe 2002
1. The Liar (Osbourne, Wylde, Daisley, Sinclair) – 4:29
2. Miracle Man (live)  (Osbourne, Wylde, Daisley) – 3:47

Alle Lieder wurden von Ozzy Osbourne, Zakk Wylde, Bob Daisley, Randy Castillo und John Sinclair geschrieben, außer wo anders angegeben.